# Rudolf Mönckeberg

Mönckeberg 1905

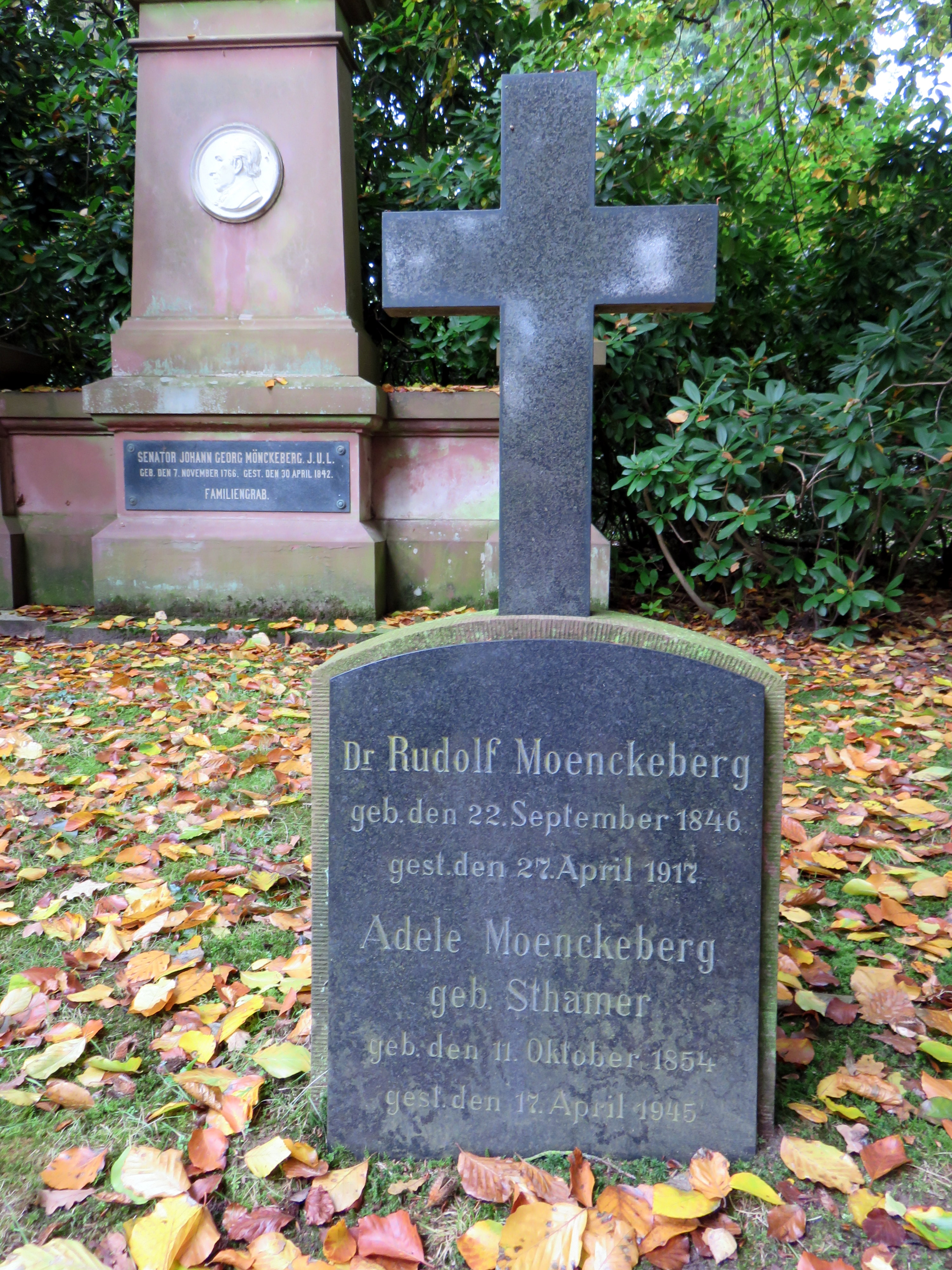
Grabstein Rudolf Mönckeberg, Familiengrabstätte Mönckeberg, Friedhof Ohlsdorf

Rudolf Mönckeberg (* 22. September 1846 in Hamburg; †  27. April 1917 ebenda) war ein Hamburger Rechtsanwalt und Abgeordneter.

## Leben
Während seines Studiums wurde er 1866 Mitglied der Burschenschaft Frankonia Heidelberg. Mönckeberg wurde am 3. September 1869 in Hamburg als Advokat immatrikuliert und war als solcher bis zu seinem Tode zugelassen. Er nahm als Krankenpfleger am Deutsch-Französischen Krieg teil. Mönckeberg führte zusammen mit Carl Johann Heinsen eine bedeutende Anwaltspraxis, der von 1877  bis 1886 auch Werner von Melle angehörte. Ab 1886 war Mönckeberg als Anwalt für die Finanzdeputation tätig. Er gehörte von 1892 bis 1917 der Hamburgischen Bürgerschaft an, er war Mitglied der Fraktion der Rechten. Mönckeberg galt als … einer der schärfsten Gegner der Sozialdemokraten. Mönckeberg war zudem Außerordendliches Mitglied im Hamburger Künstlerverein von 1832.

## Familie
Mönckeberg war ein Enkel des Hamburger Juristen und Senators Johann Georg Mönckeberg (1766–1842). Er war außerdem ein Urenkel von Christian Matthias Schröder.
Sein Bruder war der Senator und Bürgermeister Johann Georg Mönckeberg (1839–1908). Der Richter und spätere Senator Otto Wilhelm Mönckeberg war ein Vetter von Mönckeberg. Mönckeberg war seit 1877 mit Adele Sthamer (1854–1945) verheiratet, die eine Enkelin von Bürgermeister Nicolaus Ferdinand Haller und eine Nichte von Senator Eduard Sthamer war. Mönckebergs Tochter Anna Maria war seit 1904 mit Alfred Otto Stammann, einem Sohn von Senator Johann Otto Stammann verheiratet.

## Sonstiges
Leo Lippmann berichtete in seinen Erinnerungen von einem Streit zwischen Mönckeberg und Georg Hulbe, der mit einer Strafzahlung Hulbes endete. An dem 1910 bis 1911 von Hulbe in der Mönckebergstraße errichteten Hulbe-Haus, ließ dieser als satirische Vergeltung ein Relief anbringen: einen Mönch (wie im Mönckeberg-Familienwappen), der von einem Narren geführt auf einem Esel einen Berg hinaufreitet und die Fahne der Kunst hinter sich her durch den Dreck zieht, wobei ihm Hummel seinen bekannten Kraftausdruck nach ruft.
Lippmann schrieb, dass Rudolf Mönckeberg einer der schärfsten Gegner der Sozialdemokratie war und dass er Anstoß nahm an Zeichnungen von Ferdinand von Reznicek, einem der Zeichner des „Simplicissimus“, die in den Ausstellungsräumen von Georg Hulbe – damals noch am Jungfernstieg – ausgestellt worden waren.

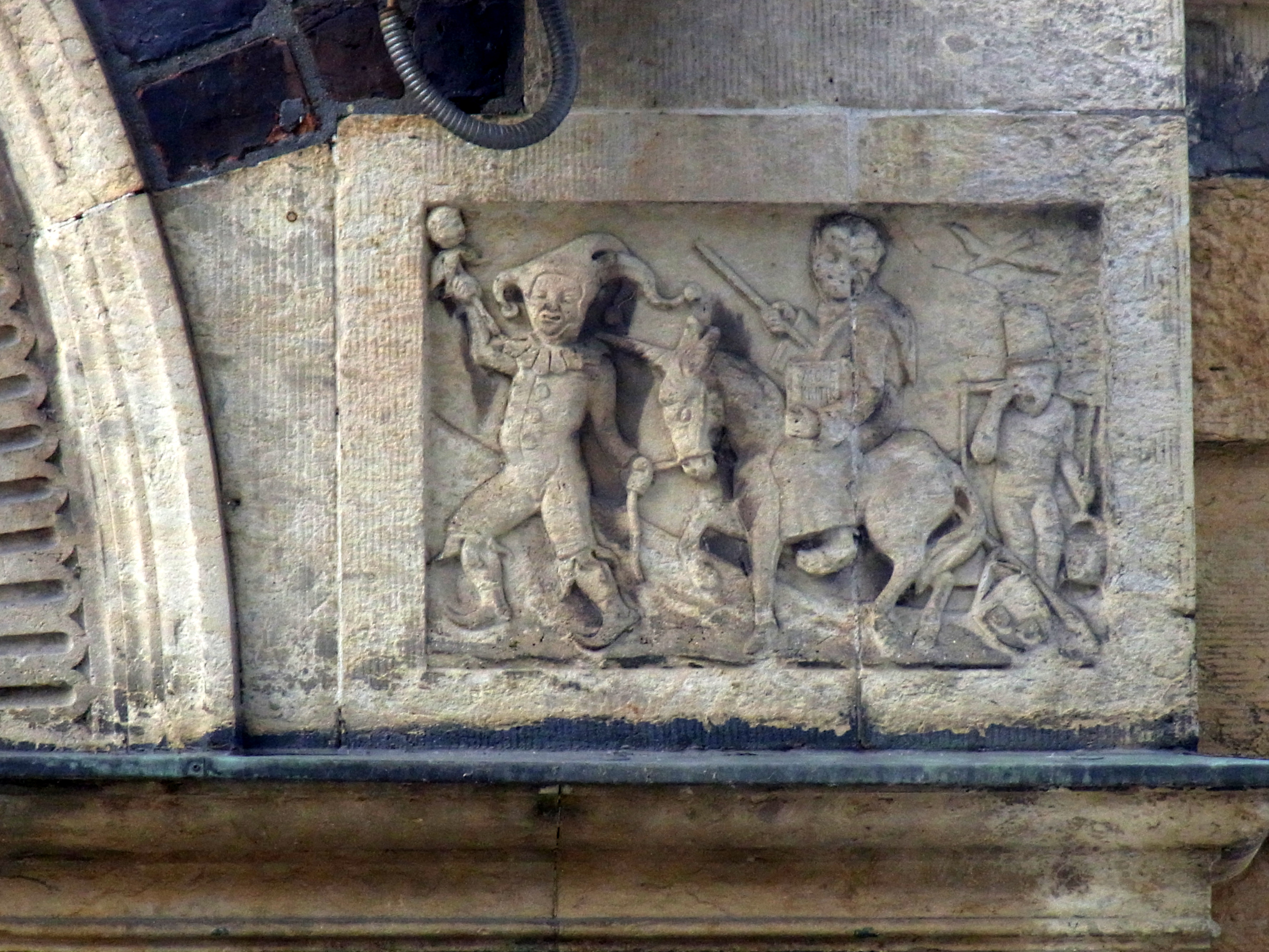
Das Steinrelief am Hulbe-Haus